# Utolica
Utolica falu Horvátországban, a Sziszek-Monoszló megyében. Közigazgatásilag Hrvatska Kostajnicához tartozik.

## Fekvése
Sziszek városától légvonalban 34, közúton 46 km-re délkeletre, községközpontjától légvonalban 9, közúton 11 km-re északkeletre, Rausovac és Rosulje között fekszik.

## Története
A település neve 1460-ban „Thalichi (possessio/villa)” néven tűnik fel először írásos forrásban. A legelfogadottabb magyarázat szerint nevét onnan kapta, hogy két domb közötti völgyben („udolina”) fekszik. A régi falu nem a mai helyen, hanem a Šodolovac-dombon állt ott, ahol ma a katolikus temető található. Bosznia 1463-as török megszállása után egyre erősödtek a horvát területeket ért török támadások. A török 1469-ben, 1471-ben és 1478-ban is támadta Kostajnica térségét nagy károkat okozva a helyi lakosságnak. 1542-ben a király Zrínyi IV. Miklóst nevezte ki horvát bánná, aki 1544-ben és 1545-ben súlyos harcokat vívott a törökkel az Unamentén. Az állandósult harcok miatt a térség lakossága biztonságosabb vidékekre, főként Nyugat-Magyarországra menekült. 1556-ban Malkocs bég boszniai pasa ostrom alá vette, majd elfoglalta Kostajnica várát, ezzel a térség török uralom alá került. A törökellenes felszabadító harcok keretében Erdődy Miklós horvát bán 1685-ben adta ki a parancsot a töröknek az Una folyóig történő visszaszorítására. Ennek során foglalták vissza a térséget a császári erők. A kialakult erőviszonyokat az 1699-es karlócai béke szentesítette, ezzel a határ végleg az Una folyóhoz került vissza.
A település a török kiűzése után a 17. század végén népesült be újra, amikor részben Boszniából érkezett pravoszlávokkal, részben horvát katolikusokkal telepítették be. Az új település már nem a régi helyén, hanem a Linijának nevezett mai helyén alakult ki. Az első katonai felmérés térképén „Dorf Utolicza” néven szerepel. Lipszky János 1808-ban Budán kiadott repertóriumában „Utolicza” néven szerepel.  Nagy Lajos 1829-ben kiadott művében ugyancsak „Utolicza” néven 109 házzal és 722, többségben ortodox vallású lakossal találjuk. A katonai határőrvidék kialakítása után a Petrinya központú második báni ezredhez tartozott. A katonai közigazgatás megszüntetése után Zágráb vármegye részeként a Kostajnicai járás része volt.
1857-ben 705, 1910-ben 911 lakosa volt. 1918-ban az új szerb-horvát-szlovén állam, majd később Jugoszlávia része lett. Különösen nehéz időszakot élt át a térség lakossága a II. világháború alatt. 1941-ben a németbarát Független Horvát Állam része lett. A délszláv háború előtt lakosságának 65%-a szerb, 29%-a horvát nemzetiségű volt. 1991. június 25-én a független Horvátország része lett. A délszláv háború idején 1991-ben lakossága a JNA erőihez és a szerb szabadcsapatokhoz csatlakozott. A Krajinai Szerb Köztársasághoz tartozott. 1995. augusztus 6-án a Vihar hadművelettel foglalta vissza a horvát hadsereg. A szerb lakosság nagy része elmenekült. A településnek 2011-ben 68 lakosa volt.

## Népesség
| Lakosság változása | Lakosság változása | Lakosság változása | Lakosság változása | Lakosság változása | Lakosság változása | Lakosság változása | Lakosság változása | Lakosság változása | Lakosság változása | Lakosság változása | Lakosság változása | Lakosság változása | Lakosság változása | Lakosság változása | Lakosság változása |
| ------------------ | ------------------ | ------------------ | ------------------ | ------------------ | ------------------ | ------------------ | ------------------ | ------------------ | ------------------ | ------------------ | ------------------ | ------------------ | ------------------ | ------------------ | ------------------ |
| 1857               | 1869               | 1880               | 1890               | 1900               | 1910               | 1921               | 1931               | 1948               | 1953               | 1961               | 1971               | 1981               | 1991               | 2001               | 2011               |
| 705                | 488                | 457                | 591                | 733                | 911                | 893                | 989                | 819                | 845                | 691                | 522                | 372                | 334                | 85                 | 68                 |

## Nevezetességei
- Szent György vértanú tiszteletére szentelt pravoszláv parochiális temploma 1792-ben épült. 1944 januárjában a faluba bevonuló usztasák felgyújtották. A templom berendezéséből csak az anyakönyveket sikerült kimenteni, minden egyéb a tűz martaléka lett. A korabeli leírások szerint a templom fából készült, kereszt alaprajzú volt, de már akkor is rossz volt az állapota. Egykori helyén a pravoszláv temetőtől délkeletre emelkedő dombon mára sűrű bozót nőtt.
- Szent Illés próféta és Szent Lukács evangélista tiszteletére szentelt római katolikus kápolnája a település központjában egy kisebb dombon áll. A kápolnát 1887-ben építették historizáló stílusban. A délszláv háború elején a faluba bevonuló szerb erők toronysisakját gránáttal súlyosan megrongálták. Mivel további károk nem érték az épületet a  háború után nem sokkal felújították.
- Védett épüléletegyüttes a 114. szám alatti hagyományos porta,[7] mely egy fából épített lakóházból, két melléképületből, egy kukoricagórébóé és egy kútból áll. A házat egy Amerikából hazatérő építette a 20. század elején, korábban élelmiszerbolt is működött itt. Az utolicai faház a melléképületekkel együtt a hagyományos módon épült, és megőrizte eredeti építészeti formáját és építészeti részleteit.